# Lödkolv

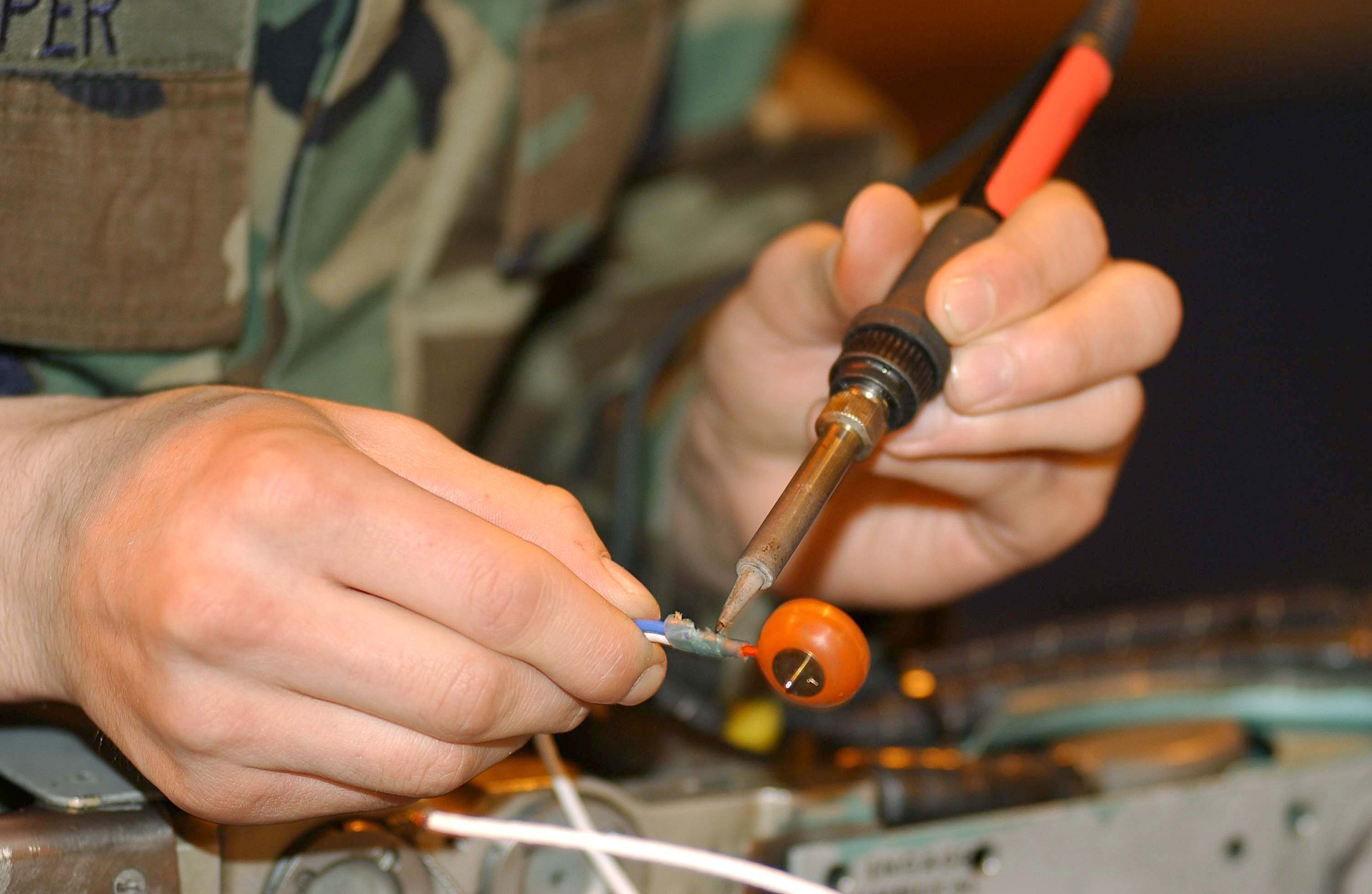
En lödkolv i bruk.

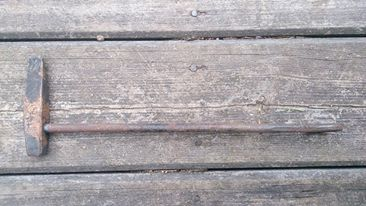
Gammeldags lödkolv som vanligen värms upp i en eld eller under låga.

En lödkolv är ett verktyg som används för att löda, det vill säga att värma två metallstycken och tillsätta metall för att sammanfoga dem.

## Användning
Lödning används för att fästa elektroniska komponenter på kretskort, för att sammanfoga små metalldelar till exempel i silver- och guldsmide, för att laga mindre metallföremål som exempelvis kopparkastruller, i rörmokeri för att sammanfoga rördelar, för att försluta konservburkar och i andra sammanhang där små eller klena metallföremål skall sammanfogas. Lödkolvar används framförallt för mindre lödarbeten. För grövre arbeten, till exempel vid rörmokeri används oftare en öppen gaslåga.
Lödkolven skall användas för att värma de metalldelar som skall sammanfogas, varefter man låter tillsatsmetallen, till exempel lödtennet smälta genom att komma i kontakt med metalldelarna. En lödfog som åstadkoms genom att smälta tillsatsmetallen direkt med lödkolven blir bristfällig. Vid lödning tenderar restprodukter och små mängder metall att fastna på lödkolvens spets, vilket förorenar kommande lödfogar. Det är därför viktigt att hålla lödkolvens spets ren.

## Konstruktion
En lödkolv består vanligen av ett isolerat handtag och en lödspets. Lödkolven värms vanligen upp elektriskt, till exempel av kanthaltråd, men värmen kan också genereras av en liten gasbrännare. Spetsen på en lödkolv kan variera avsevärt i storlek, från delar av en millimeter till centimetertjock, beroende på användningsområdet för lödkolven. Vissa lödkolvar har utbytbara spetsar för att bredda deras användningsområde. Mer avancerade lödkolvar, till exempel lödstationer, har inbyggda termostater som gör att spetsen kan temperaturkontrolleras, vilket är viktigt vid lödning av värmekänsliga material eller i närheten av värmekänsliga komponenter som i elektroniska kretsar. Lödstationer har ofta inbyggda tillbehör som lödkolvsställ och rengöringssvamp.